# Bozavand
Bozavand è un comune dell'Azerbaigian situato nel distretto di Ağsu. Conta una popolazione di 1 068 abitanti.